# Raúl Lucio Uranga
Raúl Lucio Uranga (Paraná, 2 de marzo de 1906 – id., 26 de junio de 1976) fue un político argentino, gobernador de la provincia de Entre Ríos entre 1958 y 1962. Lo más destacado de su gobierno fue  el inicio de las obras del túnel subfluvial que comunica las ciudades de Paraná y Santa Fe por debajo del cauce del río Paraná.

## Biografía
Raúl Uranga terminó sus estudios secundarios en 1924. Al año siguiente se trasladó a Buenos Aires para estudiar abogacía en la Facultad de Derecho de la Universidad de Buenos Aires. Siendo estudiante universitario militó en las filas del Partido Socialista Independiente y al regresar a Paraná se incorporó al antipersonalismo entrerriano, que en 1935 se reunificó con la fracción yrigoyenista del radicalismo provincial.
Representando a la Unión Cívica Radical se desempeñó más tarde como concejal y presidente del Concejo Deliberante de Paraná entre 1935 y 1939.
Durante la gobernación de Enrique Mihura, Raúl Lucio ocupó el cargo de Director del Departamento Provincial del Trabajo. Posteriormente, fue elegido Diputado Nacional en los períodos 1946 a 1952. En el año 1945, Raúl Lucio había sido designado director de El Diario de Paraná, cargo que ocupó hasta 1946. Además,  desarrolló otras actividades. Fue titular de la cátedra de Derecho Municipal en la Facultad de Ciencias Jurídicas y Sociales de la Universidad Nacional del Litoral en Santa Fe. Tuvo una especial actuación en el mundo del deporte, destacándose como entrenador y como dirigente deportivo. Además, practicó el remo, la natación, y el fútbol.[cita requerida]

## Trayectoria política
El golpe militar de 1930 había iniciado en la Argentina, una etapa - la "década infame"- marcada por la intervención sucesiva de las Fuerzas Armadas en el poder y también caracterizada por elecciones fraudulentas. Ya en 1946, el general Juan Domingo Perón llegó a la presidencia por las urnas, pero en 1955, la presencia militar volvió a revestir un carácter golpista. 
La dictadura autodenominada  "Revolución Libertadora", que había proscripto al peronismo, buscó el apoyo de las fuerzas antiperonistas a fin de legitimar su actuación.  Sin embargo, los principales opositores al peronismo,  los radicales, se dividieron y el gobierno de facto prefirió alinearse a la fracción liderada por Ricardo Balbín de la Unión Cívica Radical del Pueblo. 
Arturo Frondizi, del sector centroizquierdista del radicalismo que conformó la Unión Cívica Radical Intransigente (UCRI), al vincularse con Rogelio Frigerio produjo un giro y negoció con Perón, quien sugirió a sus partidarios votar por las listas de la UCRI. Así fue como en las siguientes elecciones de 1958 Uranga fue elegido gobernador de la provincia de Entre Ríos con el apoyo de los votos del proscripto Partido Justicialista.
La marcha de la gestión de Frondizi sería atentamente seguida por la cúpula militar, que presionó al gobierno para que se desprendiera de Frigerio, endureciera su política frente al comunismo y continuara con las proscripciones a gremios y partidos políticos. Frondizi pretendía una política plural, lo que precipitó la caída de su gobierno por un golpe militar el 29 de marzo de 1962.
Recuperada la democracia, Uranga fue elegido Diputado Nacional en 1965.  En esta ocasión fue designado Vicepresidente 2º en la cámara baja del parlamento nacional. Su mandato fue interrumpido por el golpe de Estado del 28 de junio de 1966. La dictadura militar surgida del golpe convocó a elecciones en 1973. Ese año, Raúl Uranga se presentó nuevamente como candidato a gobernador integrando el Frente Justicialista de Liberación. El partido de Raúl Uranga, el Movimiento de Integración y Desarrollo, había hecho una alianza a nivel nacional con el Movimiento Justicialista, pero no a nivel provincial. Es por eso que el Movimiento de Integración y Desarrollo y el Justicialismo tuvieron el mismo candidato a Presidente, Héctor J. Cámpora, pero en Entre Ríos hubo dos candidatos a gobernador: Raúl Uranga por el Movimiento de Integración y Desarrollo y Enrique Tomás Cresto por el Justicialismo. Fue este último el que se consagró gobernador de la Provincia. Después, Uranga estuvo entre los fundadores del Movimiento Línea Popular.

## Acción de gobierno
Raúl Uranga asumió la gobernación de Entre Ríos el 1º de mayo de 1958. Su gestión se centró en tres pilares fundamentales: colonización, comunicación vial e industrialización. Encaró problemas básicos de la Provincia entre los que se encontraba el éxodo campesino; para detenerlo y arraigar la población en las tierras que trabajaban, expropió más de 30000 hectáreas que fueron entregadas a 300 colonos.
El mayor desafío fue construir una vía de comunicación interprovincial con Santa Fe, mediante un túnel por debajo del río Paraná que conectara la capital entrerriana con la santafesina. A propuesta de Uranga de vencer la incomunicación con la construcción del túnel, su par santafesino, Carlos Sylvestre Begnis,  dio comienzo a la construcción del túnel, cuyas obras comenzaron en junio de 1961.
Se firmó un convenio con la provincia de Buenos Aires que terminó con el conflicto de límites por las Islas Lechiguanas.Durante su gobernación se producirán las inundaciones más extensas de la historia de la provincia, en abril de 1959 
en Concordia el río alcanza los 17 metros, la mayor parte de ciudad está inundada y miles de personas piden ayuda. Las localidades del interior provincial no recibían abastecimientos escaseando el agua potable, electricidad, teléfono. Como consecuencia los daños superaron los 2 mil millones de pesos. Miles de viviendas destruidas, dañadas, desaparecidas.Como consecuencia se contabilizaron 37 muertos, graves  deterioros en molinos, aceiteras, depósitos de cereales, de oleaginosas, puertos, instalaciones ferroviarias y centenares de toneladas de carnes vacunas y aviar congeladas, más de 23.000 cabezas de ganado muertas. Miles de hectáreas de arroz y maíz listas para cosechar, quedan bajo las aguas. A pesar de ello se sucitarían críticas a la actuación tardía del gobernador quién visitaría las zonas inundadas luego de dos semanas  y el desvío de fondos públicos del Consejo Administrador de la Reconstrucción.
Una política bancaria propicia, facilitó el crédito para la instalación y ampliación de plantas industriales. Al mismo tiempo, la Provincia avaló créditos internacionales para crear industrias:  lácteas, textil, de fundición, de hilados, papel, máquinas y herramientas. También fue inaugurada una importante planta para la industrialización de la palma caranday. Surgieron industrias para la fabricación de aceite de lino, fábricas de muebles y parquet, y nuevas usinas eléctricas en varios puntos de la provincia. También la industria del vidrio fue promocionada con una especial línea de créditos.[cita requerida] Entre los más importantes emprendimientos industriales se pueden mencionar la Corporación Entrerriana del Azúcar, Industrias Llave y la Corporación Entrerriana del Citrus. Durante esta gestión, se abrieron en la provincia ciento treinta y una nuevas fábricas.
Su gobierno fue interrumpido el 24 de abril de 1962 por el golpe militar que había derrocado a Frondizi.

## Homenajes
El nombre de Raúl Uranga fue impuesto a varios lugares. Entre ellos:
- El túnel bajo el río Paraná que terminó con el aislamiento carretero de Entre Ríos y fuera su gran proyecto de gobierno fue denominado en 2001 con su nombre y el de su entonces colega santafesino, Carlos Sylvestre Begnis, por Ley 9350 de la provincia de Entre Ríos.
- Una de las principales avenidas de la ciudad de Paraná